# Oriol Riera
Oriol Riera Magen (ur. 3 lipca 1986, Vic) – piłkarz hiszpański, występujący na pozycji napastnika w Osasunie.

## Życiorys
Przygodę z piłką zaczynał w wieku zespole EF Osona w drużynach U-12 (sezon 1996/1997). Następny sezon to gra w drużynach juniorskich w Espanyolu. W 1998 roku został zawodnikiem FC Barcelona.
W klubie z Katalonii do pierwszego składu przecierał się od drużyny U-16 B przez U-16 A, U-18 B i U-18 A. W sezonie 2003/2004 przesunięto go do składu Barcelony C. W lecie 2004 był już częścią zespołu rezerw, a przygotowania przedsezonowe 2005/2006 jako część pierwszej drużyny.
Debiutując w meczu o Puchar Króla 17 grudnia 2003 przeciwko Murcii, Riera stał się jednym z najmłodszych graczy debiutujących w Barcelonie. W dniu debiutu miał 17 lat i 5 miesięcy.
W latach 2006–2008 grał w zespole Cultural Leonesa, a następnie odszedł do Celty Vigo. W 2010 roku został zawodnikiem Córdoby. W 2011 roku przeszedł do AD Alcorcón.